# 新潟大堰

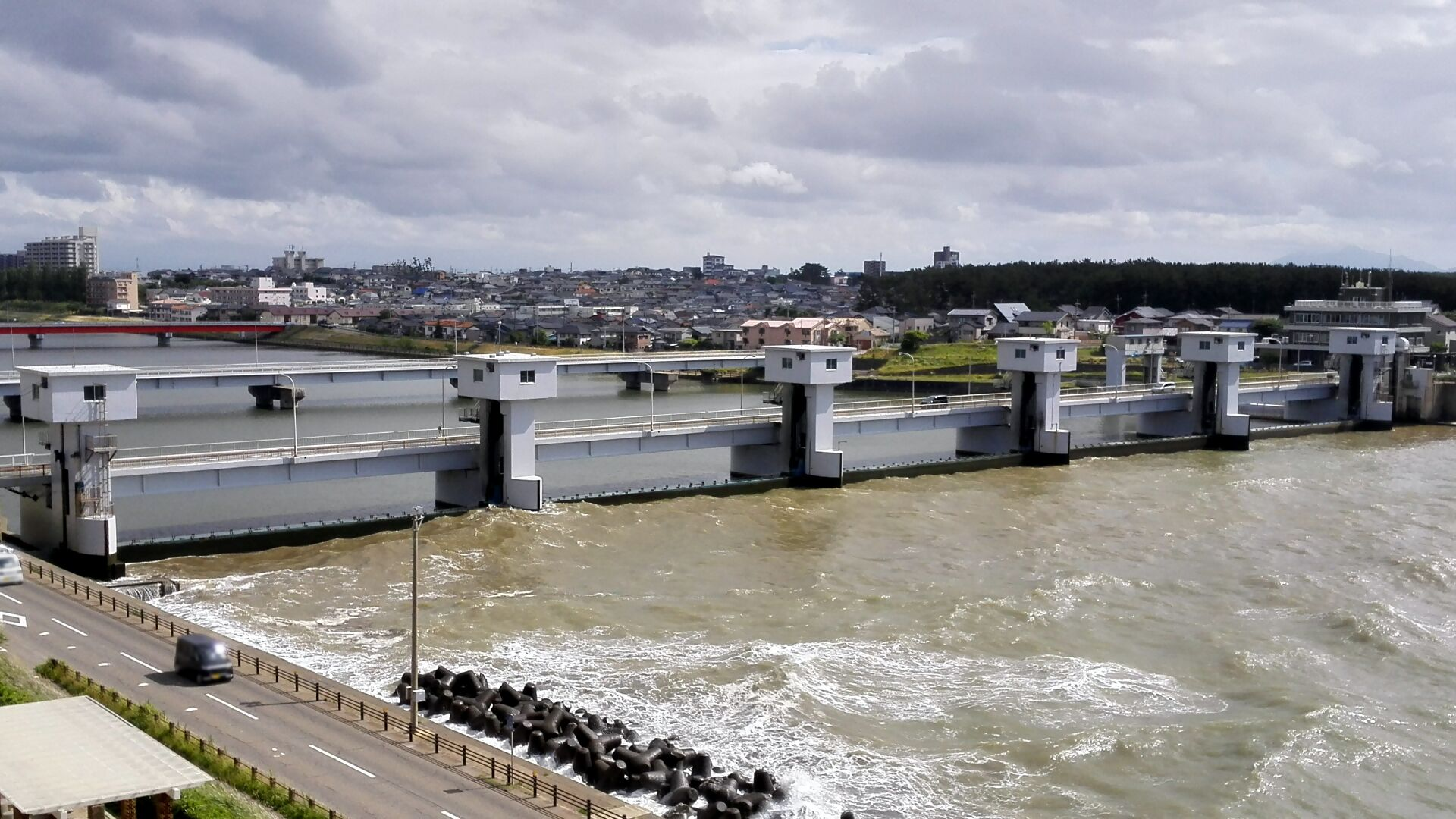
下流側から撮影

新潟大堰（にいがたおおぜき）は、新潟県新潟市の関屋分水路河口部に位置する可動堰である。

## 概要
信濃川から分岐して日本海へ至る関屋分水路の開削によって、流量調整および海水の遡上防止を目的として、関屋分水路の最下流、日本海に面した河口部に建設され、1971年に竣工した。信濃川と関屋分水路の分岐部に建設された信濃川水門と連携しており、平常時は新潟大堰を制御することで、240～480立方メートル毎秒の流量のうち、関屋分水路へは30立方メートル毎秒のみを流下することで海水の遡上を防止、出水時には信濃川水門を制御することで流量調整を行い、最大流量4200立方メートル毎秒のうち、3200立方メートル毎秒を関屋分水路に流下することで本川の流量を抑え、新潟市中心部の洪水被害防止に貢献している。
鉄筋コンクリート構造で、堰柱6基、主ゲート5門、閘門、魚道、管理橋を備える。主ゲートは幅41.2メートル×高さ6.4メートルの鋼製ローラーゲートで、閘門は主ゲート左岸側に、魚道が両岸に設置されている。左岸側には、田中角栄の揮毫による「新潟大堰」の銘板が取り付けられている。設備の維持管理のため、上流側に設置されている管理橋は、新潟市道との兼用工作物となっており、市道西1-94号線の新潟大堰橋として一般開放されている。車道は左岸側からの一方通行路が1車線で、歩道は両側に設置されている。東詰側の道路へは左折のみ可能で、上流側にある浜浦橋方向へは右折できない。なお、浜浦橋の東詰側から海岸方面へは通行できないため、新潟海岸バイパスから海岸方面へ通行するためにはこの橋を通行する必要がある。
左岸は新潟市西区、右岸は中央区となっており、新潟大堰を挟んで右岸側に国土交通省北陸地方整備局信濃川下流河川事務所、左岸側に信濃川下流河川事務所関屋出張所の庁舎がある。関屋出張所には、関屋分水資料館が設置されており、関屋分水路に関する資料を展示しているほか、関屋分水路の開削を記念して設置された関分記念公園が右岸側に整備されており、展望台から新潟大堰の全景を眺めることができる。関屋分水通水50年を記念して、2022年7月31日から8月31日までの1ヶ月間、19時から22時までの時間帯で新潟大堰と信濃川水門がライトアップされることになった。

## 老朽化対策
日本海に面しており、風浪に直接晒される過酷な環境にあることから、完成後、40年以上が経過して老朽化が進行しているため、河川管理機能を維持するため、補修が行われている。堰柱、上屋、管理橋などのコンクリート部分では、塩害およびアルカリ骨材反応による劣化が発生している。かぶりの不足している庇部などでは中性化も影響しており、健全性診断で補修が必要とされている。ゲートは風浪による衝撃で戸当たり部が繰り返し破損しているほか、鋼製であるため定期的な塗装と腐食部の補強が必要となっている。

### 主な損傷事例
- 2000年12月4日、2号ゲートが上流側へ大きく傾いていることが確認された。調査の結果、2号ゲートでは戸当たりの金物が脱落、コンクリートが深さ最大30cmにわたって破損しており、他のゲートも戸当たりに損傷を受けていた。操作不能となった2号ゲートから順に、仮締切を設置して損傷箇所の復旧が行われた[6]。

- 2008年度末に実施した管理橋の橋梁点検で、第4径間の主桁（G4）に大クラックが発見され、詳細調査の結果、塩害によりPCケーブル2本が部分破断していることが判明した。外ケーブルの追加による補強が実施されたが、工事の段階で他の主桁（G1およびG2）のクラック、外ケーブル定着部の微細クラックも発見されたため、補強方法の再検討が必要となり、炭素繊維シートによる補強が追加された[2]。

### 今後の方針
維持管理計画策定にあたり、ライフサイクルコストの観点で3案を比較した結果、現施設の残り寿命である60年後の時点では、初期費用の大きい更新案に対して、管理橋架け替え案および補修延命案がライフサイクルコストに優れるとされた。ただし、津波対策、ゲートの構造変更、補強の再劣化への対応などが検討されていないため、更に検討が必要であるとしている。
| 工法             | 工事内容                                     | 初期費用  |
| ---------------- | -------------------------------------------- | --------- |
| 更新案           | 現在位置と浜浦大橋の間に新堰を建設           | 約80億円  |
| 管理橋架け替え案 | 管理橋の主桁取り替えおよび下部工耐震補強など | 約11億円  |
| 補修延命案       | 管理橋の外ケーブルと炭素繊維による補強など   | 約5.5億円 |

管理橋については、当初は補強を進める予定だったが、同様の損傷が他の径間でも発生する可能性が高いことから、早期更新を図る方針への転換と、架け替えに向けた詳細設計が実施が示されている。